# Michela Cambiaghi
Michela Cambiaghi (* 4. Februar 1996 in Vimercate) ist eine italienische Fußballspielerin, die seit Sommer 2025 bei Juventus Turin spielt. Sie ist als torgefährliche Stürmerin bekannt und steht 2025 im Kader der italienischen A‑Nationalmannschaft bei der Europameisterschaft in der Schweiz.

## Karriere

### Vereinskarriere
Michela Cambiaghi begann ihre Karriere in der Jugend bei Concorezzese. 2010 ging sie zur ASD Fiammamonza 1970, für die sie im Erwachsenenbereich spielte und 2012 ihr Serie-A-Debüt gab. 2013 wechselte sie für drei Jahre zu Atalanta Mozzanica, gefolgt von Leihstationen beim FC Como Women und erneut bei Fiammamonza. 2018 schloss sich Cambiaghi der US Sassuolo Calcio an, wo sie bis 2022 spielte (17 Tore in 55 Ligaeinsätzen). In der Saison 2022/23 stand sie bei Parma Calcio unter Vertrag (5 Tore in 24 Serie-A-Spielen) 
Im Sommer 2023 wechselte Michela Cambiaghi zu Inter Mailand und unterschrieb einen Vertrag bis Juni 2025. In der Saison 2023/24 erzielte sie unter Rita Guarino zehn Treffer in 24 Ligaspielen und wurde von der italienischen Spielervereinigung AIC in die Top 11 der Saison berufen. Im Juni 2025 wurde ihr Wechsel zu Juventus Turin verkündet.

### Nationalmannschaft
Cambiaghi spielte in italienischen Jugendnationalmannschaften und debütierte im Oktober 2023 in der A‑Nationalmannschaft gegen Spanien in der UEFA Women’s Nations League. Sie zählt aktuell zum von Andrea Soncin nominierten italienischen Kader bei der Europameisterschaft 2025.

## Spielstil und Auszeichnungen
Cambiaghi gilt als kraftvolle, kopfballstarke Stürmerin mit Instinkt im Strafraum. 2023 wurde sie von der AIC zur Spielerin des Monats September gekürt.